# Eutrofizace

Schéma eutrofizace.

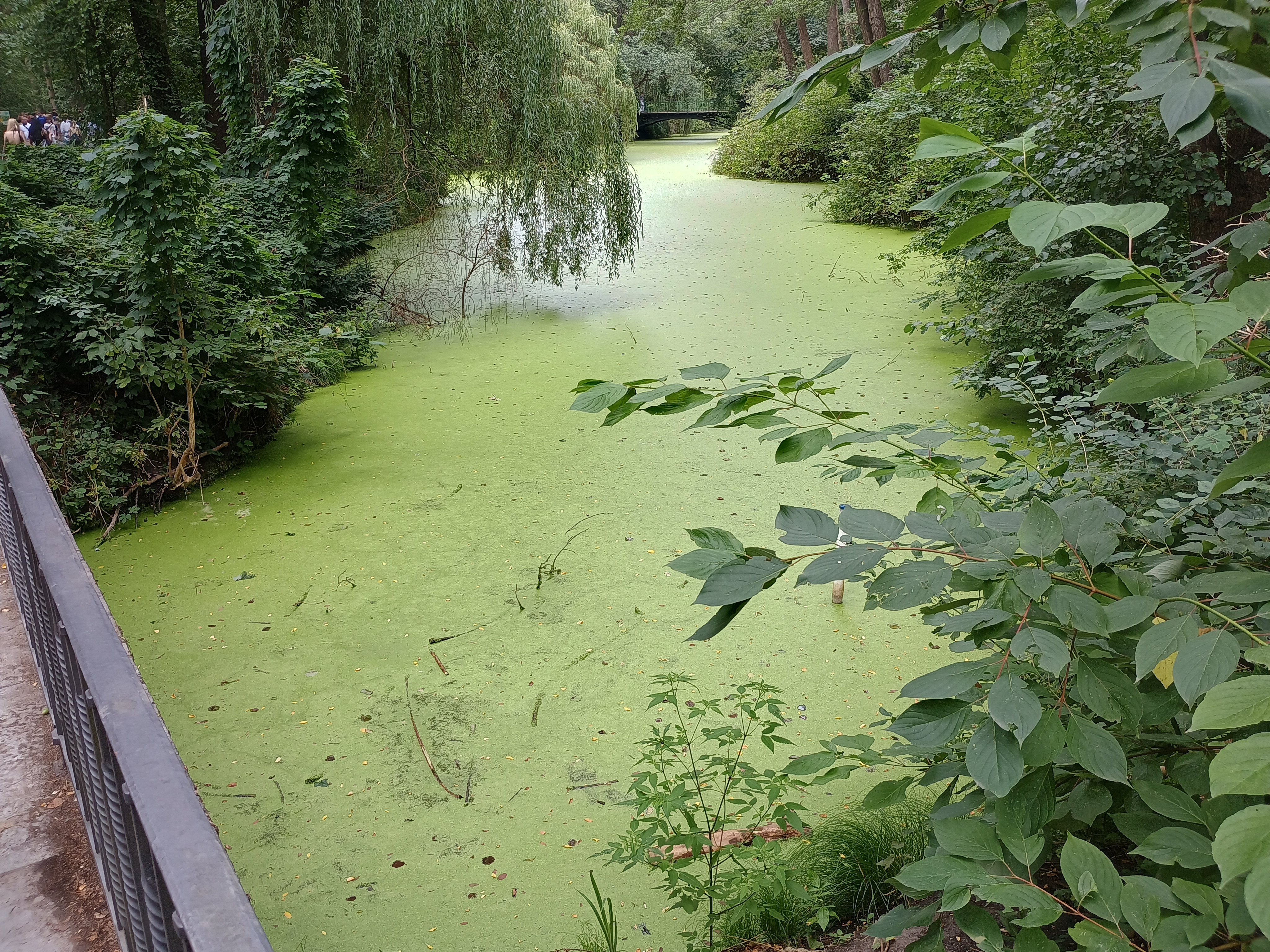
Eutrofizace na vodní ploše v Berlíně

Eutrofizace je proces obohacování vod o živiny, zejména dusík a fosfor. Rozlišujeme přirozenou eutrofizaci (jejímž hlavním zdrojem je výplach těchto živin z půdy a rozklad mrtvých organismů) a nepřirozenou, nadměrnou eutrofizaci způsobenou lidskou činností.
Dusíkaté látky a fosfáty způsobující nepřirozenou eutrofizaci často pocházejí z hnojiv používaných v zemědělském sektoru a dešti splavovaných do vodních toků, existují však i jiné signifikantní zdroje (u fosforu třeba některé prací prostředky, přicházející do řek kanalizací).
Důsledkem je nejprve přemnožení planktonu a také sinic (vodní květ) a posléze, po jejich masovém odumření, se projeví nedostatek kyslíku ve vodě (zejména u dna, kde ho odebírá tlení hmoty) a následné vymírání ryb a dalších organismů, zejména těch žijících u dna (toxické látky pocházející ze sinic, dekompozitorů a rozkládajících se organismů mohou však v extrémním případě působit na většinu či celou rybí populaci i další organismy v potravním řetězci). Přístupu kyslíku do spodních vrstev brání pyknoklina – vrstva oddělující vodu s odlišnou hustotou.
Eutrofizaci lze předcházet omezením znečištění vod: zabráněním splachů hnojiv ze zemědělské půdy a také čištěním odpadních vod.

## Sladkovodní eutrofizace

### Česká republika
Podle údajů ČHMÚ z roku 2020 mají v Česku hlavní podíl na překračování limitů pesticidních látek ve vodě pěstování cukrové řepy, řepky a kukuřice. Přestože kvůli vysokému množství živin nedochází nutně k úhynu vyšších organismů, bylo jejich vlivem v českých vodních nádržích pozorováno přemnožení některých druhů ryb (plotice, cejni nebo okouni) a naopak úbytek druhů citlivých na kvalitu vody (mník, lososovití).

## Eutrofizace moří
Stejně jako ve sladkovodních vodách je jedním z hlavních důsledků eutrofizace nárůst řas a fytoplanktonu, následná vyšší spotřeba kyslíku a s ní spojený úhyn organismů. Citlivost mořských ekosystémů na přebytek živin se liší v různých lokalitách, hrají přitom roli hloubka, množství sladkovodních přítoků nebo mořské proudy. Limitující prvek pro organismy je v mořích na rozdíl od sladké vody dusík.

### Přehled

#### Atlantský oceán
Stav v severovýchodním Atlantiku se od 90. let 20. století zlepšuje, ale v některých oblastech i do roku 2024 přetrvávají problémy s eutrofizací. Na pobřeží Bretaně a jihovýchodního Španělska je vliv eutrofizace zvlášť patrný vlivem extenzivního používání hnojiv v zemědělství.

#### Arabské moře
K patrně prvnímu případu hromadného úhynu mořských organismů v Arabském moři (konkrétně poblíž Kuvajtského pobřeží) v důsledku eutrofizace došlo v roce 1999, kdy během září a října došlo k extrémnímu nárůstu počtu mořských řas Karenia Selliformis a následnému úhynu ryb. Tyto situace od té doby nastávají pravidelně a vedly ke zřízení malé rezervace v zátoce Sulaibikhat, přesunu kuvajtského průmyslu od pobřeží a většímu důrazu na čištění průmyslových vod.

#### Baltské moře

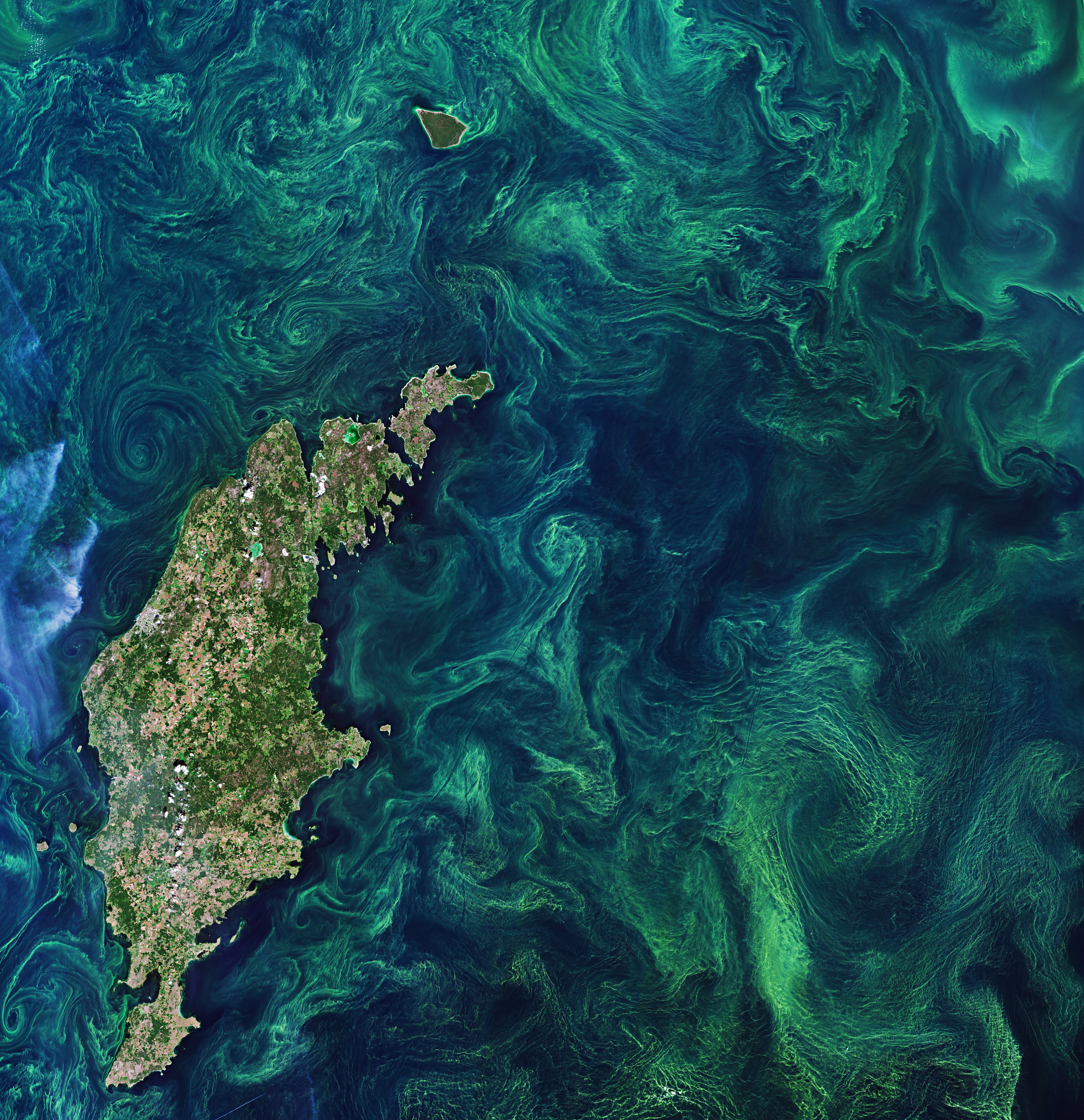
Eutrofizace v Baltském moři

Baltské moře se dlouhodobě potýká s vysokými hladinami živin, v období 2011–2016 bylo postižených nejméně 97 % jeho rozlohy, přičemž na 12 % území spadaly hodnoty do nejhorší kategorie. Mezi lety 1980 a 2021 byl v Baltském moři monitorován úbytek dusíkatých sloučenin a naopak nárůst vypouštěných sloučenin fosforu.
Vědci z univerzity v Göteborgu v roce 2011 navrhli zařízení, které by za použití větrné energie vhánělo kyslík do stometrové hloubky Baltského moře a pomohlo obnovit tamní ekosystém.

#### Černé moře

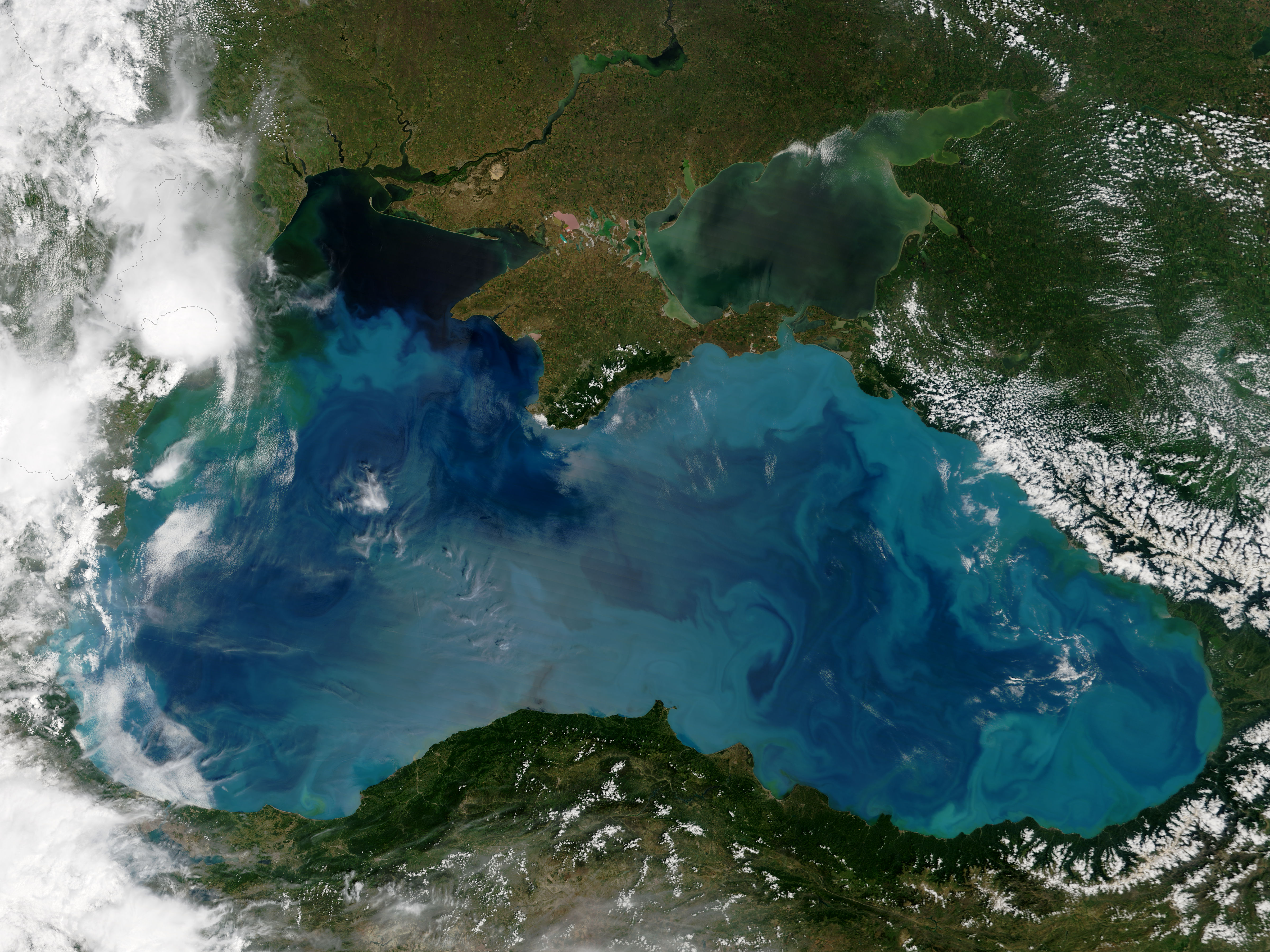
Vrstva fytoplanktonu v Černém moři zachycená na satelitním snímku v červnu 2017

Do Černého moře přivádí živiny množství významných řek včetně Dunaje, Dněpru a Dněstru. Hlavními zdroji znečištění je zde zemědělství, odpadní vody a průmysl. V důsledku eutrofizace se mezi lety 1955 a 2015 snížila mocnost okysličené vrstvy vody z 140 m na 90 m.

#### Středozemní moře
Středozemní moře je silně oligotrofní a obsah živin se ještě snižuje směrem na východ, problémy spojené s eutrofizací nastávají převážně lokálně.

### Omezování
Jelikož živiny se do moří splachují z pevniny, je primárním nástrojem boje proti eutrofizaci v mořích omezení produkce a obsahu nutrientů v sladkovodních vodách, které do moří ústí.
Podle dat organizace NOAA mohou s omezováním důsledků eutrofizace do značné míře pomoci původní organismy, např. někkteří mlži, kteří se živí fytoplanktonem. Ve státě Connecticut bylo díky ústřicovému průmyslu pozorováno snížení obsahu nutrientů v mořské vodě a vzhledem k nízkým nákladům a relativně vysoké účinnosti bylo v některých oblastech USA (Chesapeake Bay, Mashpee Bay) pěstování a sklizeň ústřic uznáno jako oficiální metoda odstraňování živin z vody, nebo je dokonce součástí oficiální strategie samosprávy.